# Claus Raible
Claus Raible (* 3. Mai 1967 in Karlsruhe) ist ein deutscher Jazzpianist, Orchesterleiter, Komponist und Arrangeur.

## Leben und Wirken
Raible kam bereits während seiner Grundschulzeit durch das Radio mit Jazzmusik in Kontakt. Im Alter von elf Jahren begann er Trompete zu spielen; drei Jahre später kam das Klavier hinzu, welches zu seinem Hauptinstrument wurde. Noch als Gymnasiast trat er mit Jazzbands in der Umgebung Münchens auf. Zwischen 1986 und 1992 studierte er an der Hochschule für Musik und darstellende Kunst Graz bei Harald Neuwirth; sein Diplom bestand er mit Auszeichnung. Bereits in dieser Zeit begleitete er Art Farmer, Andy Bey und Mark Murphy; 1989 trat er auf dem Montreux Jazz Festival auf.
Danach lebte Raible für ein Jahr in Wien, wo er auch sein erstes Solokonzert unter dem Titel „Claus Raible Plays the Music of Bud Powell“ für den ORF aufführte. Die folgenden drei Jahre verbrachte er in New York City, wo er sein Sextett gründete und Unterricht bei Barry Harris nahm, der ihn sowohl als Komponist als auch als Arrangeur beeinflusste.
1998 kehrte er nach München zurück. Dort führte er nicht nur eigene Projekte auf, die die Musik großer Stilisten wie z. B. Elmo Hope, Thelonious Monk, Bud Powell oder Tadd Dameron präsentieren, sondern spielte auch mit dem eigenen Trio und Al Porcino. 2009 gründete Raible sein BOP-chestra mit sieben Bläsern; 2012 veröffentlichte er dessen Album A Dedication to the Ladies (TCB), für das er sämtliche Arrangements selbst geschrieben hat. Er ist auf Alben mit Claus Koch, Al Porcino, Anna Lauvergnac, Dusko Goykovich, Charles Davis und Roman Schwaller zu hören. „Sein Klavierspiel ist geprägt von einer sehr farbigen Harmonik, klaren Melodielinien und einer kraftvollen Rhythmik. Er geht damit jenseits modischer Strömungen des heutigen Jazzklaviers einen eigenen Weg, der ihm auch international schon viel Anerkennung eingebracht hat.“
Derzeit unterrichtet Raible an der Hochschule für Musik und Theater München.

## Preise und Auszeichnungen
Raible wurde 1989 beim internationalen Jazzwettbewerb in Mauterndorf mit dem Solistenpreis bedacht. 1992 wurde er mit dem Würdigungspreis des Österreichischen Ministers für Kultur und Wissenschaft ausgezeichnet. 2006 erhielt er den Bayerischen Kunstförderpreis.

## Diskographische Hinweise
- Introducing the Exciting Claus Raible Trio (Organic Music, 1999; mit Paulo Cardoso, Mario Gonzi)
- Loopin' With Lea (Organic Music, 2000; mit Greg Nagorski, Brad Leali, Herwig Gradischnig, Marc Abrams, Montez Coleman)
- Claus Raible Trio feat Ed Thigpen: Live at Birdland (Organic Music, 2005; nominiert für den Preis der deutschen Schallplattenkritik 2005; mit Martin Zenker)
- Don't Blame Me (Pirouet 2007; mit Giorgos Antoniou, Ben Dixon)
- searching for Hope (dm – 2016; mit Kompositionen des Pianisten Elmo Hope, mit Herwig Gardischnig ts, Steven Fishwick tp, Giorgos Antoniou b und Matt Home dr).
- Trio! (Alessa Records, 2020; mit Giorgos Antoniou, Alvin Queen)

## Lexikalische Einträge
- Jürgen Wölfer: Jazz in Deutschland. Das Lexikon. Alle Musiker und Plattenfirmen von 1920 bis heute. Hannibal, Höfen 2008, ISBN 978-3-85445-274-4.